# Taczanowskia trilobata
Taczanowskia trilobata är en spindelart som beskrevs av Simon 1897. Taczanowskia trilobata ingår i släktet Taczanowskia och familjen hjulspindlar. Inga underarter finns listade i Catalogue of Life.